# Piekary (Środa Śląska)
Pour les articles homonymes, voir Piekary.
Piekary est une localité polonaise de la gmina d'Udanin, située dans le powiat de Środa Śląska en voïvodie de Basse-Silésie.

## Histoire
De 1742 à 1932, Beckern fait partie de l'arrondissement de Striegau dans le district de Breslau au sein de la province de Silésie.